# Glycyphagus destructor
Glycyphagus destructor är en spindeldjursart som först beskrevs av Schrank 1781.  Glycyphagus destructor ingår i släktet Glycyphagus och familjen Glycyphagidae. Inga underarter finns listade i Catalogue of Life.